# Liste der Monuments historiques in Landunvez
Die Liste der Monuments historiques in Landunvez führt die Monuments historiques in der französischen Gemeinde Landunvez auf.

## Liste der Bauwerke
| Bezeichnung              | Beschreibung                          | Standort                      | Kennzeichnung | Schutzstatus | Datum     | Bild           |
| ------------------------ | ------------------------------------- | ----------------------------- | ------------- | ------------ | --------- | -------------- |
| Burg Trémazan            |                                       | Route du Tanguy-Castel (Lage) | PA00090049    | Classé       | 1926      | weitere Bilder |
| Dolmen von Saint-Gonvel  |                                       | (Lage)                        | PA00090050    | Classé       | 1883      | weitere Bilder |
| Maison des Chanoines     |                                       | 5, rue Poullouec (Lage)       | PA00090051    | Inscrit      | 1987      | weitere Bilder |
| Menhir von Saint-Gonveld | auch Menhir von Argenton (PA00090052) | (Lage)                        | PA00090053    | Classé       | 1889 1969 | weitere Bilder |

## Liste der Objekte
- Monuments historiques (Objekte) in Landunvez in der Base Palissy des französischen Kultusministeriums